# Mazzunno
Mazzunno is een plaats (frazione) in de Italiaanse gemeente Angolo Terme.